# Danskfilmogtv.dk
Danskfilmogtv.dk er en dansk hjemmeside fra 2006, som indeholder en filmdatabase over danske film, stumfilm, tv-film og tv-serier, herunder julekalendere. Der ud over indeholder hjemmesiden en fortegnelse over personer der har været med i disse film og serier.
Projektet er drevet af Per Kjær og Lone Pedersen, og bygger på tre tidligere hjemmesider: filmidanmark.dk, tvidanmark.dk og julekalendereidanmark.dk. De driver også hjemmesiden Bibliografi.dk.

## Ekstern henvisning
- Danskfilmogtv.dk hjemmeside Arkiveret 13. februar 2010 hos  Wayback Machine

| Internet | Spire Denne internet-relaterede artikel er en spire som bør udbygges. Du er velkommen til at hjælpe Wikipedia ved at udvide den. |